# Steen Bocian
Steen Bocian (født 27. oktober 1971 på Nørrebro) er en dansk cand.polit., som er debatredaktør på Dagbladet Børsen. Bocian er tidligere cheføkonom i Dansk Erhverv og før det i Danske Bank.

## Historie
Steen Bocian er opvokset på Christianshavn og har bl.a. boet på Christiania i to år. Han blev matematisk-fysisk student fra Christianshavns Gymnasium i 1990. I 1996 blev han kandidat i økonomi fra Københavns Universitet. Sideløbende med studierne arbejdede han i Økonomiministeriet og Danmarks Statistik. Som nyuddannet blev han ansat på Det Økonomiske Råds sekretariat og i 1999 blev han ansat i AErådet.
I 2000 skiftede han til en stilling som chefanalytiker i Danske Bank. I 2007 blev han udpeget til cheføkonom for bankkoncernen.
En opgørelse i 2006 fra Finansforbundet og InfoMedia viste at Steen Bocian for fjerde år i træk, var Danmarks mest citerede økonom, og at han optrådte hver 10. gang, Danske Bank var omtalt i medierne.
Bocian meddelte i oktober 2015, at han efter 15 år i Danske Bank, havde opsagt sin stilling, for at tiltræde som cheføkonom for Dansk Erhverv den 1. januar 2016.